# Sacy-le-Grand
Sacy-le-Grand är en kommun i departementet Oise i regionen Hauts-de-France i norra Frankrike. Kommunen ligger i kantonen Liancourt som tillhör arrondissementet Clermont. År 2022 hade Sacy-le-Grand 1 578 invånare.

## Befolkningsutveckling
Antalet invånare i kommunen Sacy-le-Grand
| Referens: INSEE |